# 香港兒童音樂劇團
香港兒童音樂劇團，簡稱CMT（英語：Hong Kong Children’s Musical Theatre）是香港首個以兒童及青少年為音樂劇骨幹的藝術團體。自1998年起，致力為2.5至17歲兒童及青少年提供豐富多元的音樂劇藝術教育，旨在透過專業的演藝培訓，在他們成長中注入具啟發性的藝術元素，發揮內在潛能與獨特性，藉藝術教育全人。
劇團每年製作至少一齣大型音樂劇，深信兒童及青少年的藝術力量和感染力，讓他們擔綱演出。讓兒童體驗表演藝術帶來的樂趣同時，與觀眾分享音樂劇藝術所呈現的童真和魅力。劇團歷年舞台製作包括：《童話王子》、《月亮公主》、《小王子》、《迪士尼愛麗詩夢遊仙境》、《天使盼盼》(首演及重演)、《王司馬與牛仔音樂劇－飛行棋》、親子共同創作劇本《噢！爸媽大戰茱羅記》及與進念．二十面體合作多媒體音樂劇《大冬瓜唱遊香港》、2017年原創狂想音樂劇《尋找名字的魔法書》、2018年原創環保音樂劇 《花花 Far Away》等。
香港兒童音樂劇團為2018至2021年度荃灣大會堂演奏廳場地伙伴之一。

## 簡介
劇團於1998年由黃英琦太平紳士及胡寶秀成立。
2008年與其他4個舞台表演團體組成香港兒藝聯盟，成為沙田大會堂場地伙伴之一。
2010年獲第19屆香港舞台劇獎「推薦獎-兒童劇推廣獎」。
2016年委任陳力生為藝術總監。

## 演員培訓
劇團設有音樂劇課程，為2-17歲兒童及青少年提供戲劇、舞蹈及歌唱等演藝培訓，分別有天后、太子、樂富、長沙灣、荃灣五個上課地點。

## 演出及製作
劇團每年約有4-5個音樂劇公開演出，由4-18歲的兒童及青少年團員演出。
歷年製作音樂劇主要有：
- 2005年：《童話王子 2005》
- 2006年：迪士尼《阿拉丁》
- 2008年：迪士尼《仙履奇緣》、迪士尼《花木蘭》
- 2011年：《天使盼盼》、《小王子》[6]
- 2012年：《Alice in Wonderland JR》
- 2013年：《噢！爸媽大戰茱羅記》
- 2014年：《王司馬與牛仔音樂劇 - 飛行棋》
- 2015年：《天使盼盼》（重演）
- 2016年：《大冬瓜唱遊香港》
- 2017年：《尋找名字的魔法書》
- 2018年：《花花 Far Away》
- 2019年：《揹着希望數星星》
- 2021年：《足印情深》、《白盒子的時光》
- 2022年：《PLAN d》

- 2023年：《夢想曲》

## 外部連結
- 香港兒童音樂劇團網站 （页面存档备份，存于）